# Дарко Станић
Дарко Станић (Мојковац, 8. октобра 1978) је бивши српски рукометаш и репрезентативац Србије. Висок је 1,90 m и играо је на позицији голмана.
На Европском првенству 2012. у Србији проглашен је за најбољег голмана Европе.

## Каријера
Каријеру је почео у Брскову из Мојковца, носио дресове Берана и Ловћена, а чувар мреже Црвене звезде био је од 2002. до 2005. године. У Звезди се у потпуности афирмисао. Освојио је дуплу круну 2004. године и пружио фантастичне партије.
У освајању Купа на финалном турниру у Лазаревцу 2004. године био је сјајан на голу Црвене звезде, која је у полуфиналу савладала Ловћен (22:20), а у финалу Партизан са 33:30. Станић је проглашен за најбољег голмана финалног турнира, а екипа Јовице Цветковића је освојила трофеј у најмасовнијем такмичењу, за сада последњи у клупској историји. Касније је освојена и шампионска титула. Станић је у првој утакмици финала плеј-офа против Партизана (33:26) чак успео да постигне један гол, а у реваншу је пружио једну од најбољих партија у каријери у тријумфу резултатом 37:36. Звезда је постала првак након паузе од шест година, а Дарко Станић је забележио чак 28 одбрана. У сезони 2004/05. понео је и капитенску траку. Блистао је у Звездиним тријумфима у групној фази Лиге шампиона. У победи против Цеља (33:32), пред пуним трибинама Делија, забележио је 20 одбрана и два заустављена седмерца, док се у тријумфу над пољском Вислом зауставио на 27 успешних интервенција уз два одбрањена седмерца. Укупно је те сезоне у елитном европском такмичењу имао 92 одбране и шест заустављених седмераца.
Каријеру је наставио у швајцарском Грасхоперсу, чију је мрежу чувао у сезони 2005/06, али је недуго затим суспендован на две године од стране ИХФ-а због позитивног допинг налаза на кокаин. Станић је истакао да је током свог живота желео да проба разне забрањене ствари, а за време забране бављења рукометом радио је за шанком у једном кафићу у Миријеву. После тешке ситуације у којој се нашао, у живот га је вратио тадашњи селектор Србије Јовица Цветковић, који га је позвао у национални тим. Дарко је касније са словеначким Копером освојио титулу првака 2011, три Купа Словеније 2008, 2009. и 2011. и Челенџ куп 2011. године. Од 2011. до 2014. године био је члан Металурга из Скопља са којим је 2012. године био шампион Македоније, а у сезони 2012/13 проглашен је за најбољег голмана Лиге шампиона. Носио је и дресове немачког Битигхајма (2014/15), затим имао излет у Ал Кувајту током 2015. године, да би од скоро на голу Рајн-Некар Левена почео да пружа запажене партије у Бундеслиги.
Вратио се рукомету у пуном сјају после казне и постао један од најбољих чувара мреже на свету.

## Репрезентација
Са репрезентацијом Србије освојио је сребрну медаљу на Европском првенству 2012. године у Србији, када је проглашен за најбољег голмана шампионата. Био је у жижи интересовања тих дана после фантастичних одбрана и великог успеха Србије, која је освојила медаљу после више од једне деценије поста. Навијачи су га прогласили за министра одбране и то је био један од ретких бљесака српског рукомета у 21. веку. Чувао је мрежу Србије на још пет великих такмичења, на два Европска првенства 2010. и 2014 године, Олимпијским играма 2012. у Лондону и два Светска шампионата 2011. и 2013. године.